# 伊藤彩
伊藤 彩（いとう あや、1987年 - ）は、和歌山県生まれの現代美術家。

## 来歴
2011年に京都市立芸術大学大学院美術研究科絵画専攻を修了。「Art Camp in Kunst-Bau 2007」（サントリーミュージアム［天保山］、大阪）でサントリー賞、「アートアワードトーキョー丸の内 2011」でシュウウエムラ賞及び長谷川祐子賞を受賞。これまでに「VOCA 2010 新しい平面の作家たち」（上野の森美術館）、「レゾナンス 共鳴 人と響き合うアート」（サントリーミュージアム［天保山］、2010年）、「和歌山と関西の美術家たち リアルのリアルのリアルの」（和歌山県立近代美術館、2015年）等に出展。2017年7月にはダブリンで「AYA ITO & ATSUSHI KAGA IT HAPPENS TO BE」（Pallas Projects/Studios、アイルランド）を開催。小山登美夫ギャラリーでは、5度の個展を行っている。パブリックコレクションとしては、京都銀行、京都市立芸術大学、一橋大学、ピゴッチ・コレクション、モンブランジャパンなどに作品が収蔵されている。

## 受賞歴
- 2007年 Art Camp in Kunst-Bau 2007、サントリー賞
- 2009年 アートアワードトーキョー 丸の内 2009、準グランプリ[3]
- 2011年 アートアワードトーキョー丸の内 2011、シュウウエムラ賞、長谷川祐子賞[4]